# Brutus Beefcake
Edward Harrison Leslie (nascido em 21 de abril de 1957) é um ex-lutador profissional americano, mais conhecido por seu trabalho na World Wrestling Federation (WWF, atualmente WWE) sob o nome de ringue Brutus "The Barber" Beefcake. Posteriormente, atuou na World Championship Wrestling (WCW) sob uma grande variedade de nomes.
Leslie conquistou nove títulos ao longo de sua carreira, incluindo o WWF World Tag Team Championship, que venceu ao lado de Greg Valentine. Ele também competiu por títulos individuais importantes em eventos pay-per-view e na televisão, chegando a ser o principal nome do evento Starrcade 1994, em uma luta contra Hulk Hogan, então campeão mundial dos pesos-pesados da WCW. Leslie foi introduzido no WWE Hall of Fame na classe de 2019, sendo homenageado por Hogan.
A carreira de Leslie é abordada no 44º episódio (quinta temporada, quarto episódio) da série documental Dark Side of the Ring.

## Títulos e Prêmios
- Brew City Wrestling
  - BCW Tag Team Championship (1 vez) - com Greg Valentine[3]

- Championship Wrestling International
  - CWI Heavyweight Championship (1 vez)[4]

- Southeastern Championship Wrestling
  - NWA Southeastern Tag Team Championship (3 vezes) – com Ken Lucas (2), e Robert Fuller (1)

- Legends Pro Wrestling
  - XWF/LPW Hall of Fame Inductee- Class 2008 & 2010

- Maple State Wrestling/Slam All-Star Wrestling
  - MSW/SAW Tag Team Championship (1 vez) - com Shane Williams[5]

- New England Wrestling Alliance
  - NEWA Heavyweight Championship (1 vez)

- World Wide Wrestling Alliance
  - WWWA Heavyweight Championship (1 vez)[6]

- World Wrestling Federation
  - WWF Tag Team Championship (1 vez) – com Greg Valentine

- Pro Wrestling Illustrated
  - PWI o elegeu como # 75 no top 500 singles wrestlers em 1995.[7]
  - PWI o elegeu como # 94 no top 100 de "melhores tag teams da PWI Year com Greg Valentine em 2003.